# Dionysius Sebwe
Dionysius Sebwe (ur. 7 marca 1969 w Monrovii) – liberyjski piłkarz grający na pozycji obrońcy. W swojej karierze 15 razy wystąpił w reprezentacji Liberii i strzelił 1 gola.

## Kariera klubowa
W swojej karierze Sebwe grał między innymi w Holandii i Stanach Zjednoczonych. W lidze holenderskiej rozegrał 2 mecze w barwach FC Utrecht w sezonie 1997/1998. W USA grał w Kansas City Wizards i Minnesota Thunder.

## Kariera reprezentacyjna
W reprezentacji Liberii Sebwe zadebiutował w 1996 roku. W 2002 roku został powołany do kadry na Puchar Narodów Afryki 2002. Rozegrał na nim 2 mecze: z Algierią (2:2) i z Nigerią (0:1). W kadrze narodowej grał do 2002 roku. Zagrał w niej w 15 meczach i strzelił 1 gola.